# St. Lambertus (Affeln)

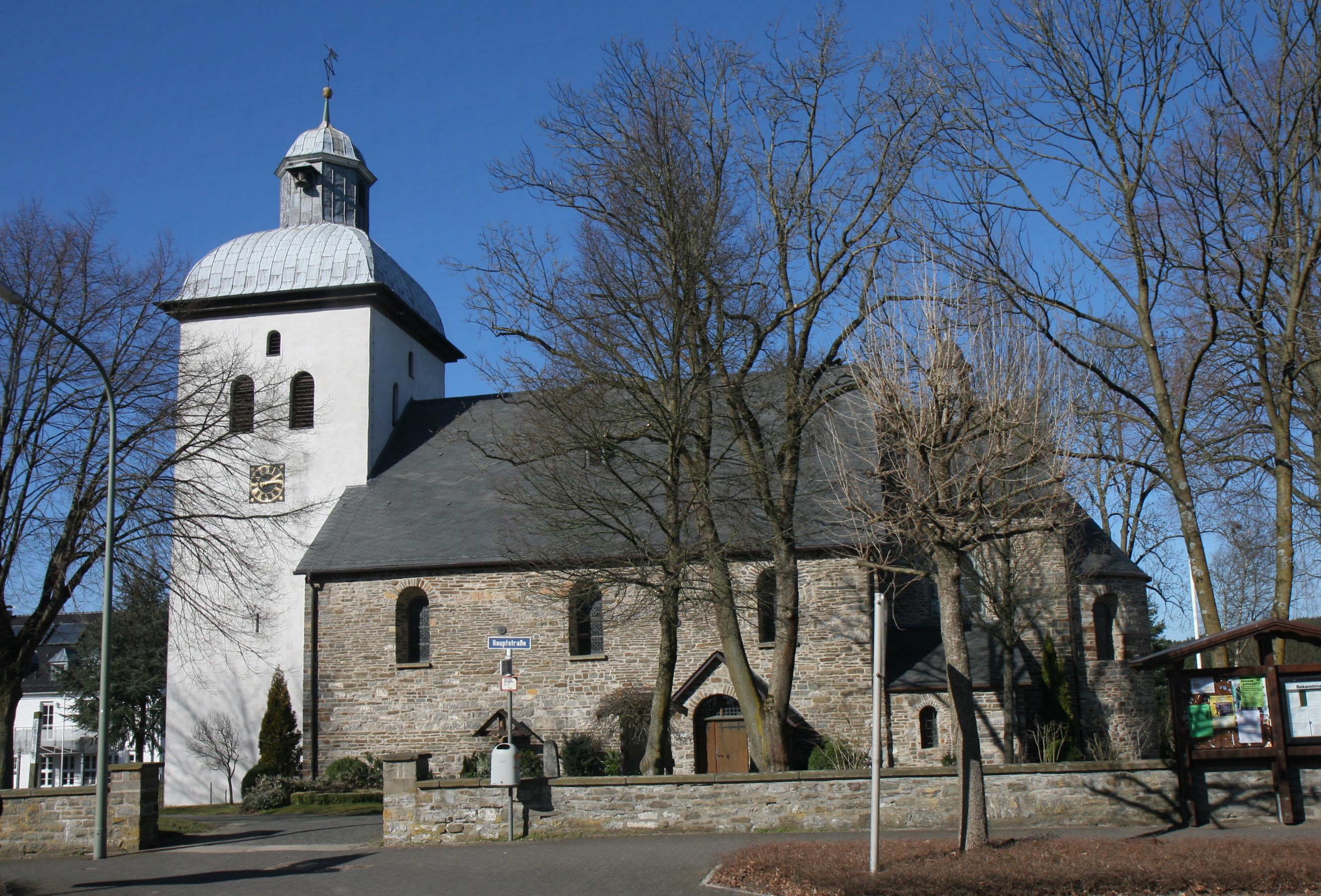
St. Lambertus

Die katholische Pfarrkirche St. Lambertus ist ein denkmalgeschütztes Kirchengebäude in Affeln, einem Stadtteil der Stadt Neuenrade im Märkischen Kreis in Nordrhein-Westfalen. Die Kirche steht an der Hauptstraße und ist durch das abfallende Gelände von weitem zu sehen. Die Pfarrgemeinde gehört zum Pfarrverbund Balve-Hönnetal im Erzbistum Paderborn.

## Geschichte und Architektur

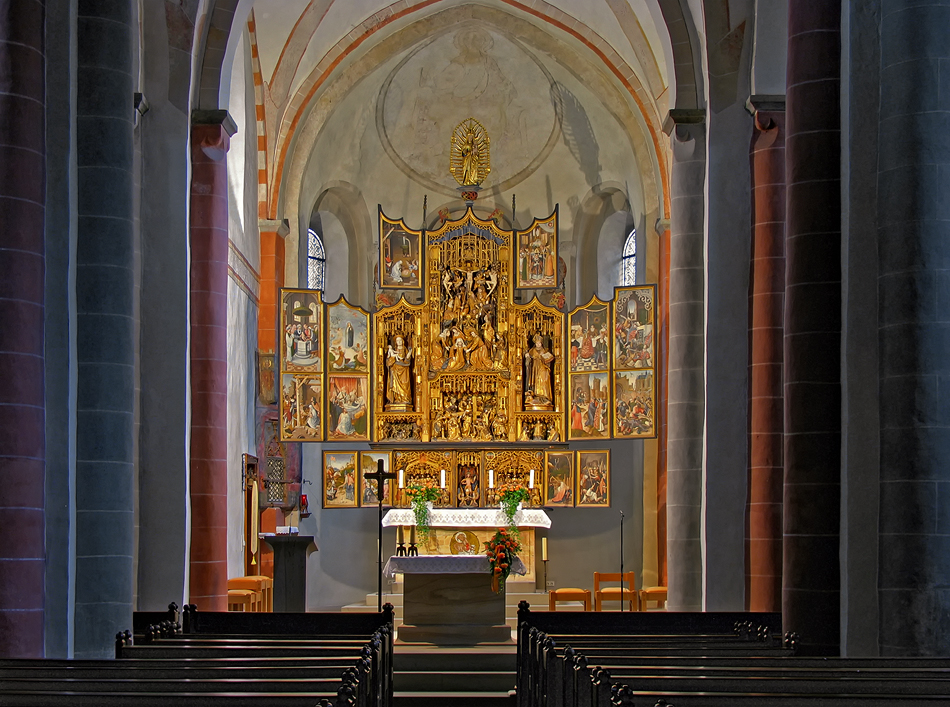
Chor

Bei der Renovierung von 1968 bis 1976 wurden die Reste zweier Vorgängerbauten ergraben. Der jüngere, wohl aus dem 12. Jahrhundert, war eine einschiffige Kirche mit Apsis und Querhaus.
Die Pfarrei wurde erstmals um 1310 urkundlich erwähnt. Die dreijochige Halle aus Bruchstein mit flach geschlossenen Nebenchören wurde um 1240 bis 1245 errichtet. Die Bauform ist für das Sauerland typisch. Die Sakristei und der Portalvorbau wurden 1903 angefügt. Der Außenbau ist schmucklos. Die Choranlage ist auffällig, am einjochigen Hauptchor sind eine leicht eingezogene Apsis und niedrige Nebenchöre mit halbrunden Wandnischen angebaut. Diese gleichen dem Hauptchor, sind nur kleiner ausgeführt. Nach außen schließen die Nebenchöre flach. Die Wände des Langhauses sind durch Rundbogenfenster gegliedert, die der Seitenschiffe und der Nebenchöre sind rund. Die Sakristei wurde in neuerer Zeit an die Nordwand des Chores angebaut; gleichzeitig entstand die Vorhalle des Südportales. Der Affelner Volksmund bezeichnet die Vorhalle als Leichenhäuschen, hier wurden früher die Verstorbenen aufgebahrt. Im wiedergeöffneten Südportal ist ein derbes, romanisches Tympanon mit der Darstellung der Kreuzigung zwischen der Geburt Christi und den Frauen am Grabe zu sehen. Das Tympanon ist eine Kopie von 1903; die Frauen mit den Gebindehauben wurden fälschlicherweise zu den Hl. Drei Königen mit Kronen umgedeutet. Bei dem Tympanon am Nordportal handelt es sich um eine Nachbildung von 1973. Einige Fragmente des Originals, wie das Lamm Gottes oder Christus in der Mandorla, werden in der Kirche aufbewahrt. Das Satteldach über den Schiffen ist einheitlich gehalten, daran schließt sich das etwas niedrigere Satteldach des Chores an. Auf dem First sitzt ein Dachreiter, er ähnelt in der Bekrönung dem Westturm. Das Zeltdach der Apsis ist mehreckig, die Nebenchöre sind mit Pultdächern gedeckt.
In den Innenraum wurden Kreuzgewölbe eingezogen, das Gewölbe im Chorjoch wurde später spitzbogig vergrößert. Es wurden von 1970 bis 1971 Reste einer spätromanischen Ausmalung von der Mitte des 13. Jahrhunderts freigelegt. Die figürlichen Szenen wurden fragmentarisch belassen, die architektonische Gliederung und die Pflanzenornamente wurden nach Befund ergänzt. In der Apsiskalotte ist die Majestas Domini, im Chorjochgewölbe das Lamm Gottes mit den Evangelisten dargestellt. Die Anbetung der Hl. Drei Könige über der Arkade des nördlichen Nebenchores und die Apostelbilder im Chor und in der Apsis sind Arbeiten aus der Zeit des zweiten Viertels des 14. Jahrhunderts. Die Seitenschiffe sind etwa halb so breit wie das Mittelschiff, das sich zum Chor hin verbreitert.
Um 1995 mussten umfangreiche Sicherungen durchgeführt werden. Das Fundament benötigte eine Verstärkung und die Außensteine und der Putz des Turmes wurden restauriert.

## Turm
Der gedrungene Westturm auf quadratischem Grundriss ist seit dem Brand von 1814 mit einer Welschen Haube bekrönt und wurde später mit Kupfer gedeckt. Seine Mauern sind erheblich dicker als die der Kirche. Um das Mauerwerk zu schützen, ist er verputzt. Er ist der Westwand vorgelagert und überragt das Gebäude um ein Geschoss. Die Wände sind durch paarig angeordnete Schallöffnungen gegliedert. Die ehemals vorhandenen kleinen Zwischensäulen existieren nicht mehr, sie wurden wohl bei dem Brand zerstört.

## Ausstattung

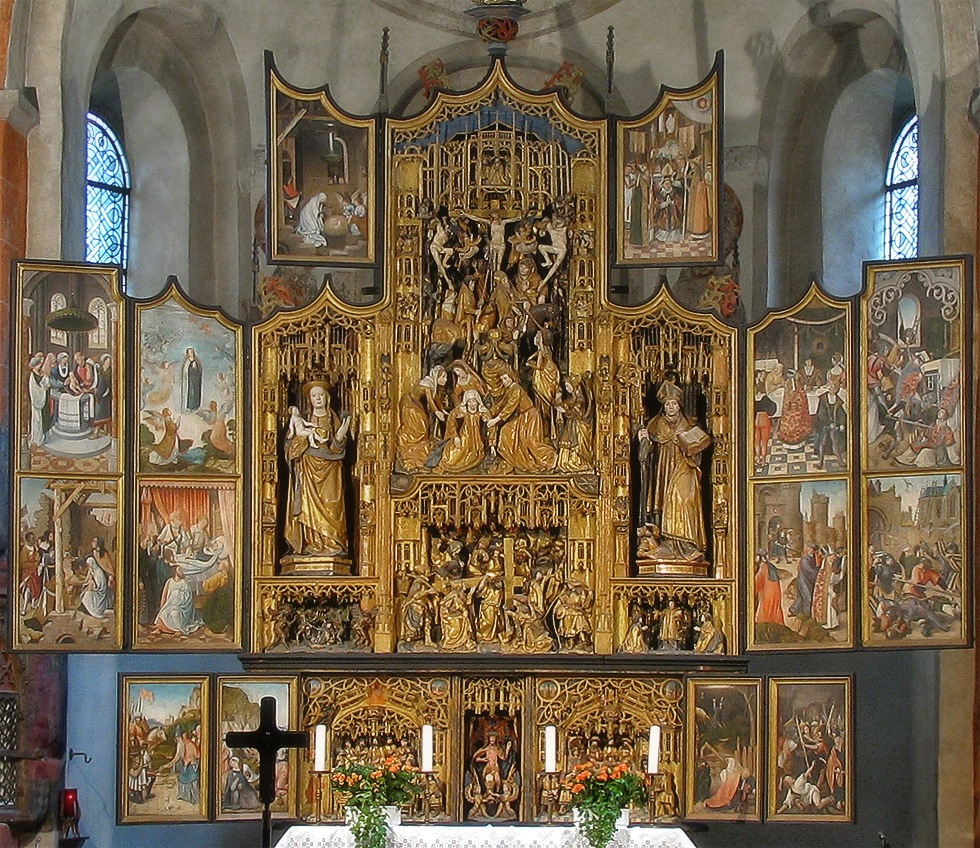
Flandrischer Altar

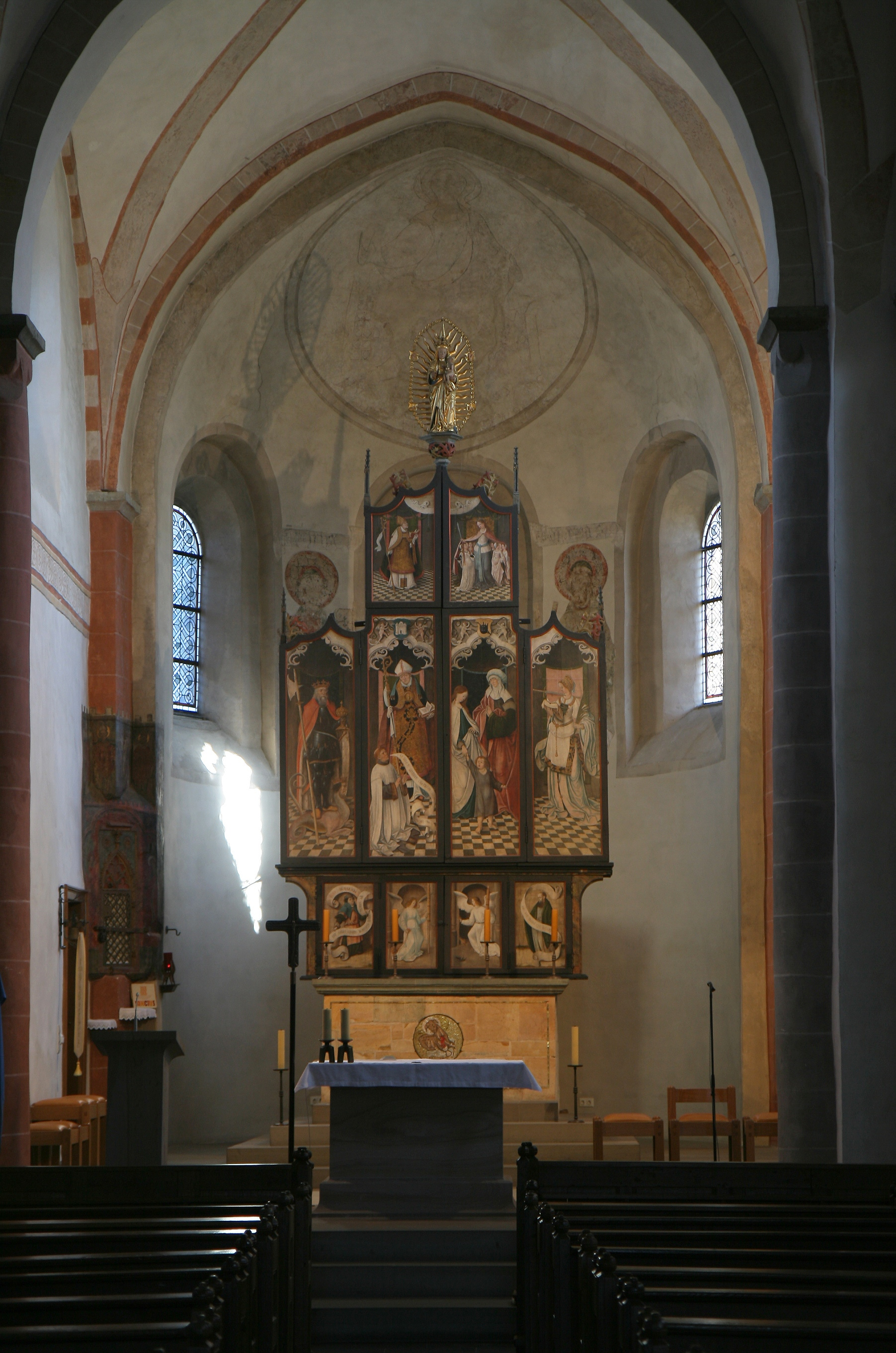
Altar (geschlossen)

- Das prächtige Altarretabel mit geschnitztem Schrein, gemalten Flügeln und bekrönender Rosenkranzmadonna, ist eine Arbeit aus der Zeit von 1520 bis 1525. Es trägt das Zeichen der Antwerpener Lukasgilde und wird auch als Antwerpener Altar bezeichnet. Es ist mit Darstellungen aus dem Leben Christi, Mariens und des hl. Lambertus geschmückt. Diese Figuren gelten als außergewöhnlich. Es wird die Beschneidung Jesu im Tempel gezeigt, auch die Anbetung des neugeborenen Jesus durch die Heiligen Drei Könige ist dargestellt. Ein weiteres Thema ist das Sterben Mariens.[8] Das hohe zentrale Gefach ist auffällig für Altäre diese Typus, unter einem Baldachin ist die Kreuztragung Jesu zu erkennen, viele Soldaten und trauernde Frauen begleiten ihn. Veronika kniet und reicht ein Schweißtuch. Bei der Kreuzigungsgruppe in dem oberen Bild ist die Kreuzigungsgruppe dargestellt. Engel umschweben Jesus und einer der Mitgekreuzigten wendet sein Gesicht ab. Darunter sind der Hauptmann Longinus, der Hohepriester hoch zu Pferd und ein ebenfalls berittener Soldat mit Lanze zu sehen. Eine kniende Frau mit erhobenen Händen wendet den Rücken zu, es handelt sich hier um Maria Magdalena. Um Maria bemühen sich Johannes und mehrere Frauen. Neben der Kreuzigungsgruppe stehen auf Konsolen  Gruppen, die die Dornenkrönung, Christus vor Pilatus, die Kreuzabnahme und die Grablegung zeigen. Die Predella ist mit Bildern mit dem Opfer des Melchisedech und des Mannaregens in der Wüste, bestückt. In der Mitte tritt der auferstandene Jesus hervor, mit der rechten Hand zeigt er auf seine Seite und die hochgehaltene linke Hand weist das Merkmal der Kreuzigung auf. Über dem von zwei Engeln hochgehaltenen Kelch schwebt eine große Hostie zum Zeichen der Eucharistie.[9]  Außen auf den Flügeln sind König Olaf II. von Norwegen, der hl. Lambertus, Anna selbdritt, die hl. Lucia und der hl. Olaf zu sehen. Das Wappen der Stadt Bergen über dem Lambertus deutet auf einen norwegischen Auftraggeber hin. Dieser hat die Arbeit wohl nach der in Brüggen schon 1526 bis 1536 einsetzenden Reformation nicht mehr abgenommen. Der Altar wurde 1972 umfangreich restauriert. Er ist einer der bekanntesten flandrischen Schnitzaltäre der Spätgotik.
- Den Zelebrationsaltar schuf der Architekt und Künstler Johannes Hillebrand aus Köln in bewusst schlicht gehaltener Form. Dazu fertigte er einen passenden Ambo an.[10]
- Die Wandmalerei des 15. Jahrhunderts, der Sakramentsnische mit einem Maßwerktympanon, wurde später stark übergangen.
- Das marmorne Taufbecken mit Henkeln in Form von Fratzen stammt ursprünglich aus einem profanen Zusammenhang. Die Fratzen sollen Böse Geister abhalten. Das schmiedeeiserne dreifüßige Gestell wurde vielleicht im 17. Jahrhundert kunstvoll  angefertigt.[6]
- Der Orgelprospekt von Johann Wirler ist mit 1715 bezeichnet. Die Schnitzereien sind Arbeiten von Peter Sasse aus Attendorn.
- Ein Gemälde aus dem 17. Jahrhundert zeigt die Heilige Familie und gleichzeitig die Dreifaltigkeit. Gottvater ist von einer Engelgruppe umgeben, der Heilige Geist ist als Taube dargestellt. Die christliche Ikonographie bezeichnet eine solche Szene als irdische und himmlische Trinität. Die in lateinischer Sprache gehaltene Inschrift weist jedoch auf die Flucht nach Ägypten hin.[6]
- Rosenkranzmadonna vom Anfang des 16. Jahrhunderts.
- Die Pietà aus Ton, wohl von der zweiten Hälfte des 17. Jahrhunderts wurde in jüngerer Zeit mit einer verunklärenden Fassung versehen, die marmorartig wirkt. Der verhaltene Klagegestus zeigt Parallelen zum Barock in Flandern. Ungewöhnlich ist die Darstellung des Jesus. wie er sich an seine Mutter lehnt und der in Ferne gehende Blick Mariens.[6]
- Ein frühgotisches Kruzifix mit einem Korpus aus Holz bereichert die Ausstattung. Es hing schon in der Vorgängerkirche und wird als ein Viernagelkreuz bezeichnet. Bei diesem Typus sind die Füße nicht übereinander gelegt, sondern nebeneinander gestellt und mit je einem Nagel befestigt.[11]
- Von 1714 bis 1715 baute Christian Nohl die Orgel.[11]
- Die Kreuzwegstationen von 1953 sind Arbeiten von Liesel Bellmann aus Münster.[6]